# El Mono Mario
El Mono Mario es una caricatura animada argentina para adultos creada por Gaston Perez Carossio, Diego Domínguez y Ary Gerson. Se lanzó originalmente como una de las primeras historietas en línea de ese país en agosto de 2000, distribuida en formato flash y protagonizada por el personaje homónimo. Además de su emisión en la televisión, también se vio en el videoclip animado que contenía la canción “Angelitos culones” de la banda Memphis la Blusera en 2001.
El Mono Mario consiste en una serie de capítulos e historias donde el protagonista, el Mono Mario, es un hombre con un único propósito: conquistar y tener relaciones con cualquier mujer que se le ponga enfrente. 
Tuvo competencia con una serie similar titulada "Juan el Turro", el cual era una creación de los editores exempleados de la empresa que animaba las historias de El Mono Mario. A partir del 2012 se sumó a la producción de la serie Lucio Locatelli, y en 2015 salió su canal de YouTube con los nuevos episodios en inglés.

## Personajes
Uno de los aspectos que dan vida a esta caricatura es la diversidad de personajes que lo rodean. Si bien el estilo de esta caricatura es rechazado por muchos, es igualmente aceptado por otros tantos. La serie presenta contenido de tipo adulto, para espectadores mayores de 18 años. 
Algunos de los personajes más importantes son:
- Pamela: Es la mejor amiga del Mono Mario, y en personalidad es muy parecida a "Loquilla". Está muy preocupada porque no ha podido tener una familia y está dispuesta a dejar de tener relaciones para ello.
- Analía: Nueva novia del Mono y prima de la Cheli, novia de Rolinga. La conoció cuando ella le chocó su auto y se enamoraron. No se sabe su verdadero nombre.
- Loquilla: Es exactamente igual que el Mono Mario en personalidad, pero en versión mujer y de tendencia bisexual. Es una de las mejores amigas del Mono, al parecer la única, saludándose entre ellos como "el lame conchas", para Mario y "putita" para Loquilla. En temporadas posteriores se fue a vivir a Boston con un ricachón, aunque regresa a Argentina luego de su separación.
- Basto: Es el mejor amigo del Mono Mario. Siempre andan juntos en fiestas en locales bailables y buscando mujeres a quienes conquistar. Es altamente adicto a la marihuana, y usualmente se lo ve drogado, con los ojos rojos, y en ocasiones utilizando un gorro rastafari. En temporadas posteriores se fue a vivir a Jamaica, en donde trabaja con su puesto de "Choripetes".
- La Abuela: Es la madre de la madre del Mono, anda en silla de ruedas, no tiene piernas y le falta una mano, por lo cual tiene una pinza robótica. No sabe cómo es su nieto en realidad, creyéndolo una persona seria, a pesar de que éste la agrede e insulta. En temporadas posteriores, debido a que falleció, solo aparece en forma de fantasma para aconsejar al Mono cuando es necesario.
- Guillote Rouco: Es otro de los mejores amigos del Mono Mario. Siempre atento a los problemas que pueda tener su amigo el Mono. Junto con el Basto, son tres grandes amigos. Vuelve aparecer en capítulos posteriores, pero mucho más viejo.
- Lola: Es la novia "oficial" del Mono Mario, quien verdaderamente la quiere. Siempre quiere estar con Mario, pero el Mono hace lo posible para escapar y huir hacia fiestas nocturnas. En temporadas posteriores, se fue a vivir a Uruguay, en donde es dueña de la estancia "La Mansedumbre" y vive con su hijo Marito, también hijo del Mono.
- Fer Purichelli: Es uno de los mejores amigos del Mono, desde la infancia. Él y Mario se reencuentran después de años, cuando el segundo renta una quinta vacacional y reconoce a Fer como el piletero del lugar. Generalmente se le representa en trabajos de poca monta, como alguien con una pobre higiene personal, fetiches relacionados con el sexo anal y los travestis. Aparece en casi todos los episodios en los que se representa la niñez de los personajes. Es el mejor amigo de Huevo, y en más de una ocasión probaron suerte con negocios propios.
- Torbe: Amigo del Mono, es un español dedicado a la industria del porno. En temporadas posteriores, pierde la mano y se la reemplazan con una pinza robótica, más moderna pero similar a la que tenía la abuela del Mono.
- El Polaco: De ascendencia judía, otro amigo del Mono, también suele participar activamente en el circuito nocturno, con tendencia a enfurecerse fácilmente, de comportamiento psicópata y demente, en especial con los animales. Odia a muerte al Rolinga. En temporadas posteriores, suele ir más frecuentemente a misiones para el Mosad y similares.
- Carim: Amigo chileno del Mono, óptimo para transitar la noche e interactuar con mujeres. Llama de vez en cuando a su amigo para acompañarlo en sus andanzas o para que le consiga mujeres como Cecilia Bolocco.
- Amalia: Es la madre de Lola y ninfómana por naturaleza. No tiene reparos en hacer insinuaciones a su yerno a pesar de estar casada con su marido Robustiano, a quien engaña cada vez que puede y quiere. Por recomendación del Mono se hace una operación que la rejuvenece 20 años, metiéndose con cualquier persona y consumiendo todo tipo de drogas, por lo que es internada y rehabilitada en Cuba. Al regresar a la Argentina conoce al padre de Mario, con quien también intenta intimar.
- El Dandy Domínguez: Es uno de los personajes con más recursos financieros. Salva al Mono de varios aprietos, es totalmente refinado y culto. Está enamorado, no correspondidamente, de Loquilla, pero esta lo rechaza hasta que el Dandy cambia de look. En temporadas posteriores, suele pasar más tiempo en paraísos fiscales y se convirtió al budismo.
- Gerardo: Otro de los personajes ricos de la serie. Es dueño de una importante empresa, de la cual siempre logra sacar beneficios económicos a como sea lugar. Es uno de los "patrocinadores" del Mono, aunque siempre le cobra intereses o le hace firmar pagarés.
- Pablito: Personaje gordo y torpe que es el sobrino del Dandy Domínguez, trabaja en una tienda vendiendo productos del Mono (durante un tiempo, existió en la ciudad de Buenos Aires un local que vendía productos de El Mono Mario, el cual era atendido por Pablito), o como ayudante del Dandy en sus caprichos. En temporadas posteriores no aparece, por lo que se deduce que ya no es más ayudante del Dandy.
- El Rolinga: Es un típico joven millennial que no trabaja, excepto en un capítulo, y no es algo que le dure. Le gusta fumar, tomar, escuchar cumbia villera y rock clásico, especialmente los Rolling Stones. Se declara muy enamorado de su novia, la "Cheli". Es odiado a muerte por el Polaco. Para muchos[¿quién?] es uno de los personajes más graciosos. En temporadas posteriores, consigue trabajo con mayor frecuencia, casi siempre cambiando en cada episodio.
- La Cheli: Es la novia del Rolinga, con sus mismas características, pero en versión mujer. Es alcohólica, drogadicta y sólo piensa en fumar. Repite varias veces la frase "quiero fumar". Es prima de Analía,
- Luisito: Ayudante del Mono en unos capítulos, de nacionalidad peruana.
- Nelson: Era el portero del edificio del Mono Mario, hasta que un día se gana la lotería y se convierte en mafioso. Es padre de ocho hijos, de los que se deshizo junto con su mujer. Casi le corta los testículos al Mono en el capítulo 49.
- Hernán Malagamba: Es un tipo que vive con mala suerte, bastante torpe y con voz muy grave. Adora al Mono, por lo que se viste igual que él. En temporadas posteriores desaparece, pero sigue dándole mala suerte a otros.
- Huevo: Ayudante de Fer Purichelli en algunos capítulos. En temporadas posteriores, aparece en el capítulo 270 como uno de los miembros del Directorio de Purichelli.
- Ari: Es un asesino en serie y psicópata que protagoniza el primer thriller de El Mono Mario, titulado "Carita de Ángel". Es un excéntrico hombre de negocios, de modales finos pero con una fría personalidad. Fue vecino de Lola cuando ella se mudó a un loft hasta que el Mono se reencontró con esta por un rumor de Nelson. Luego de matar a sus víctimas, entre estas prostitutas y compañeros de trabajo, troza el cuerpo y guarda su cabeza en el congelador.
- René: Es el actual ayudante de Purichelli. Es de baja estatura y habla con voz afeminada.
- Mario Sr: Es el padre del Mono. Fue marino mercante de la YPF pero se involucró con la mafia de Los Macarroni mientras contrabandeaba mercancía prohibida, embarazando a la hija del líder, pero se le perdonó la vida ya que él se la había salvado en un ajuste de cuentas entre mafias. Al regresar a la Argentina, conoce a Ana y se enamora por haberle ella salvado la vida. Luego de eso se casaron y tuvieron a su hijo Mario, el Mono, a quien debió abandonar al momento de nacer. Luego del fallecimiento de su mujer Isabella, a quien obligaron a casarse, se convierte en uno más del clan Macarroni. Llama al Mono Mario como "Junior" cada vez que puede, lo que molesta mucho al Mono.
- Ana: Es la madre del Mono y única hija de la Abuela. Su padre murió en el bombardeo de la Plaza de Mayo y su madre quedó lisiada de por vida. Conoció a Mario Sr. cuando iban a matarlo por una deuda de juego, de quien se enamoró y casó. Por una complicación en el parto, falleció en el hospital, siendo su último deseo que cuidaran de su hijo y lo bautizaran Mario. Al parecer está viva y vive en la Patagonia.
- Francesca: Hija de Mario Sr. y media-hermana del Mono. Es la nieta de Julio Macarroni, a quien obligó junto a su madre Isabella a exiliarse en Nápoles, hasta que se enteró de que el padre de su nieta era Mario Sr. En los episodios clásicos, luego de conocer a su medio-hermano, tiene relaciones incestuosas con él, pero en los nuevos capítulos se hace lesbiana, teniendo un hijo con el esperma de un donante, presumiblemente brasilero. Maneja los negocios de lo que quedó de la familia Macarroni, todos llevados de forma legal.
- Sabatini: Fue parte del clan Maccaroni pero fue encarcelado por el trato que Mario Sr. hizo con un exagente del FBI, arrestando a todo el clan excepto a él y Francesca. Al salir de prisión, viaja a Argentina para arreglar cuentas con él. Es muy religioso y aparentemente homofóbico, según los códigos de la mafia, pero en realidad es un homosexual reprimido que se lanza al primer hombre con el que puede intimar.
- Gianni Maccaroni: Es el hermano gemelo idéntico del Mono, quien fue raptado por el clan de Julio Maccaroni por el cariño que le tenía a Mario Sr. y criado por Sabatini. Se reencuentra con su padre biológico y su hermano en Argentina, luego de que salieran de prisión por causa de Mario Sr.

## En televisión
En 2002 el personaje del Mono participaba en tiempo real con Jorge Rial en el programa Intrusos en la noche, consistiendo de unas animaciones prearmadas con diálogos en vivo.

## Influencia

### Hacker rosarino
En septiembre de 2013 se dio a conocer en Rosario la noticia sobre el ataque cibernético a través de computadoras zombis a cuentas bancarias para desviar pequeñas sumas de dinero; la persona detrás de la pantalla se autodenominaba "El-MoNo-MaRio" y fue por la vinculación de dicho nick a cuentas de correo electrónico, cuentas de acceso en juegos y distintas páginas de Internet e incluso de la Universidad de Rosario que se pudo individualizar al autor. Lo más curioso es que luego se lo vinculó a la causa de "los Monos" por vinculación de fondos al narcotráfico en Rosario, pero fue sobreseído de todo casi instantáneamente por falta de pruebas, bajo la única condición de tener terminantemente prohibido el uso inapropiado de "El Mono Mario" y su otro nickname "Nemesis".
Al día de la fecha el usuario todavía es reconocido como "Ilgwens" por su cuenta en la plataforma de Steam, ya que fue la única que se negó a eliminar por sus logros obtenidos en la misma (en vez de eliminar la cuenta, cambió su nombre en la misma).